# Edgar Leopold Layard

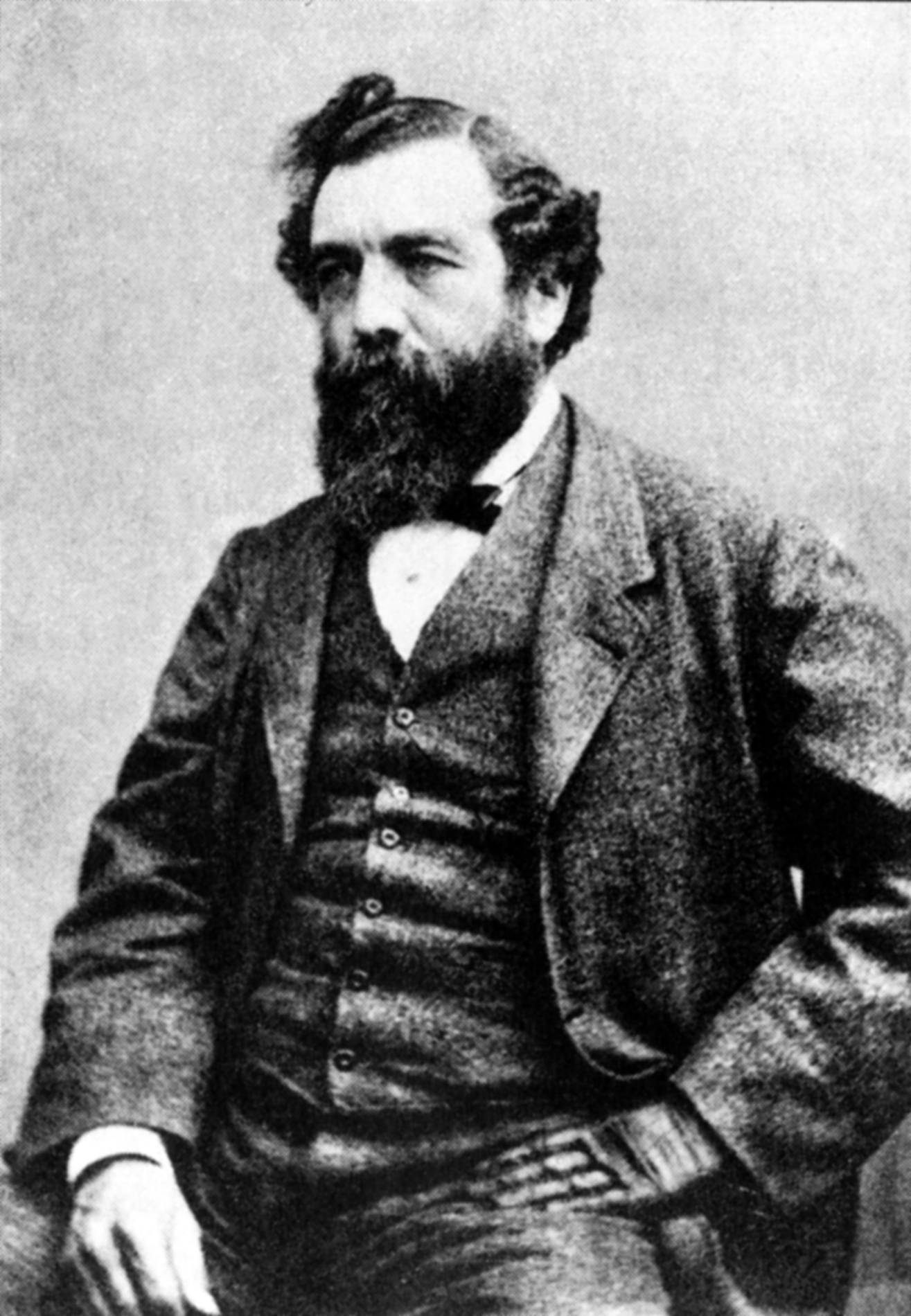
Edgar Leopold Layard (1824–1900)

Edgar Leopold Layard (* 23. Juli 1824 in Florenz, Italien; † 1. Januar 1900 in Budleigh Salterton, Devon, England) war ein britischer Diplomat und Naturforscher. Sein Forschungsschwerpunkt war die Ornithologie.

## Leben und Wirken
Layards Vorfahren waren Hugenotten. Er war der sechste Sohn von Henry Peter John Layard, einem Angestellten beim Ceylon Civil Service, und seiner Frau Marianne Austen. Sein Onkel war Benjamin Austin, ein Londoner Solicitor und enger Freund von Benjamin Disraeli in den 1820er und 1830er Jahren. Sein Bruder Sir Austen Henry Layard war ein bekannter Politiker und Archäologe.
Ab 1844 verbrachte Layard zehn Jahre in Ceylon (dem heutigen Sri Lanka), wo er gemeinsam mit Robert Templeton (1802–1892) die Fauna erforschte. 1854 ging er in die Kapkolonie und arbeitete unter Gouverneur George Edward Grey als Beamter im öffentlichen Dienst. Während seiner Freizeit war er der erste Kurator im 1855 gegründeten South African Museum, wo Roland Trimen 1872 sein Nachfolger wurde. In der Folgezeit lebte Layard in Brasilien und sammelte gemeinsam mit Arthur Hay Vögel.
Edgar Layard, der britischer Honorarkonsul in Nouméa auf Neukaledonien war, und sein Sohn Edgar Leopold Calthrop Layard (in der Literatur entweder als E.L.C. Layard oder als Leopold Layard angegeben, um ihn von seinem Vater zu unterscheiden) waren aktive Vogelsammler. Sie unternahmen Expeditionen nach Fidschi, Vanuatu, Samoa, Tonga, den Salomonen, Neubritannien und auf die Norfolkinsel. Neben dem südafrikanischen Material sind die Vogelsammlungen, die die beiden Layards auf Neukaledonien und den Loyalitätsinseln zusammentrugen, die wissenschaftlich bedeutendsten. Ihre Ausbeute sandten sie an William Sharp Macleay nach Sydney, aber auch zu vielen anderen Ornithologen, so dass sie heute stark verstreut ist. Ein großer Teil ging an das Natural History Museum at Tring und ein weiterer, der heute im World Museum Liverpool aufbewahrt wird, an Henry Baker Tristram.

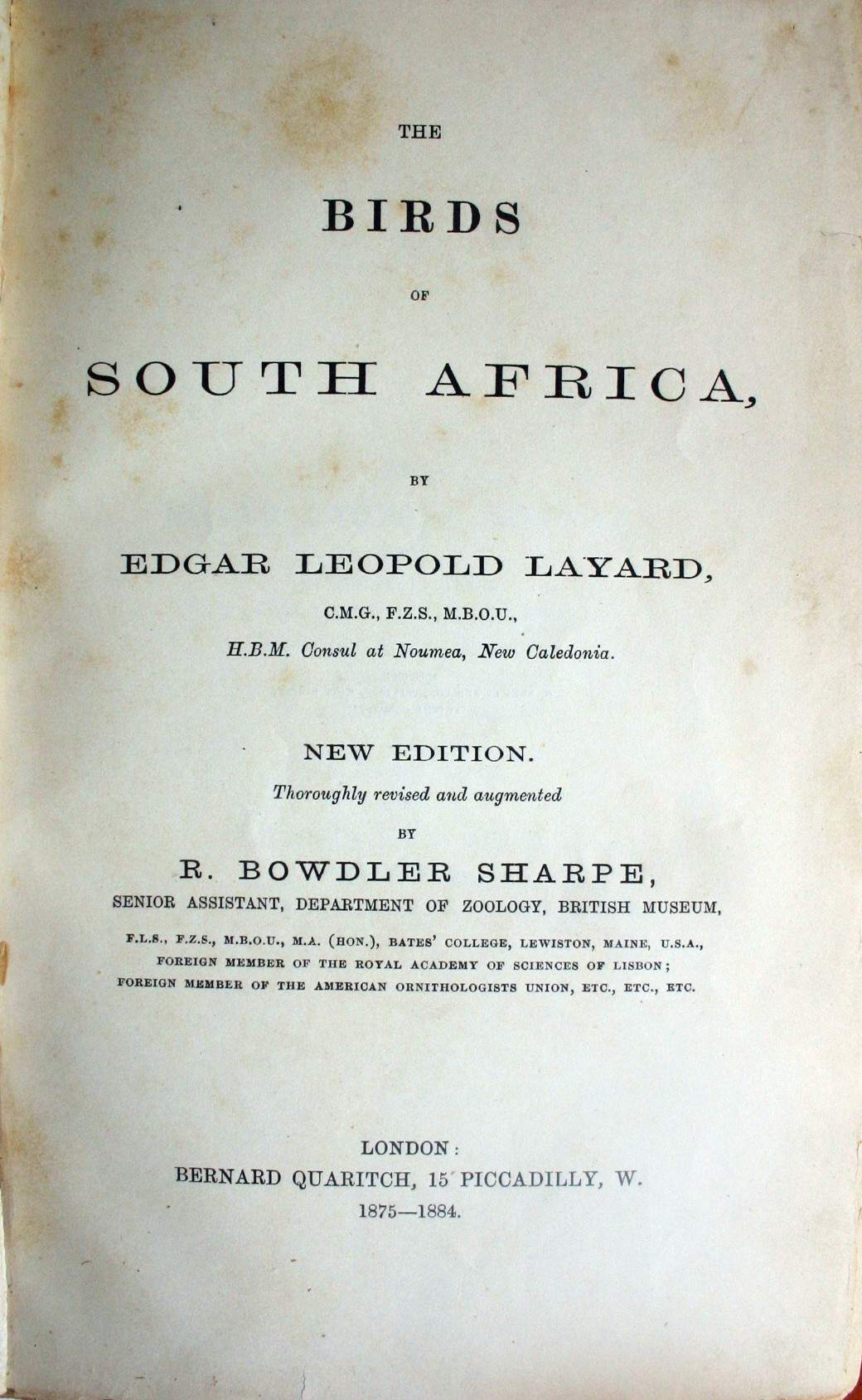
Titelseite von The Birds of South Africa

1887 veröffentlichte Layard das Buch The Birds of South Africa, in denen er 702 Arten beschrieb. Dieses Werk wurde später von Richard Bowdler Sharpe fortgeschrieben.

## Dedikationsnamen
Daniel Giraud Elliot benannte 1878 die Smaragdtaube (Ptilinopus layardi) von den Fidschi-Inseln zu Ehren von Edgard Leopold Layard. Henry Baker Tristram benannte 1879 das Layardhuhn (Megapodius layardi) und Gustav Hartlaub 1862 die Layardgrasmücke (Sylvia layardi) nach Layard. Bei den Säugetieren tragen das 1849 von Edward Blyth beschriebene Layard-Palmenhörnchen (Funambulus layardi) und der Layard-Wal (Mesoplodon layardii) seinen Namen. Layards erste Frau Barbara Anne Calthrop, die er 1845 heiratete, wird im Epitheton des Blauschwanzsittichs (Psittacula calthropae) geehrt.